# Семого
Семого (итал. Semogo) је насеље у Италији у округу Сондрио, региону Ломбардија.
Према процени из 2011. у насељу је живело 760 становника. Насеље се налази на надморској висини од 1479 м.